# Dakore Egbuson-Akande
Dakore Egbuson-Akande, née Dakore Omobola Egbuson le 14 octobre 1970, est une actrice nigériane. Elle est ambassadrice de marques commerciales mais aussi  d'Amnesty International et d'Oxfam America.

## Biographie
Née en octobre 1970, Dakore Omobola Egbuson est issue d’une famille originaire de l'État de Bayelsa, mais elle est née et a grandi à Lagos. Elle est l’aînée d’une fratrie de cinq enfants. Elle étudie la communication à l'université de Lagos mais est amenée à abandonner ses études.
Elle commence à travailler dans les relations publiques et le marketing, mais s’y ennuie et est licenciée. Elle obtient ensuite un poste de présentatrice sportive dans une chaîne télé, et joue aussi au théâtre, à la fin des années 1990. À la suite d'une rencontre avec un producteur, Emem Isong, et une audition, elle est retenue pour un rôle principal dans  un film, Silent Tears, diffusé en 2000. Elle est ensuite retenue régulièrement dans des castings, enchaine les tournages au sein de Nollywood. 
À la fin des années 2000, elle marque une pause de quelques années dans sa carrière d’actrice, puis se marie, fonde une famille avec la naissance de deux enfants avant de revenir au cinéma et dans des séries, notamment avec un rôle principal dans Journey to Self diffusé en 2013,,.

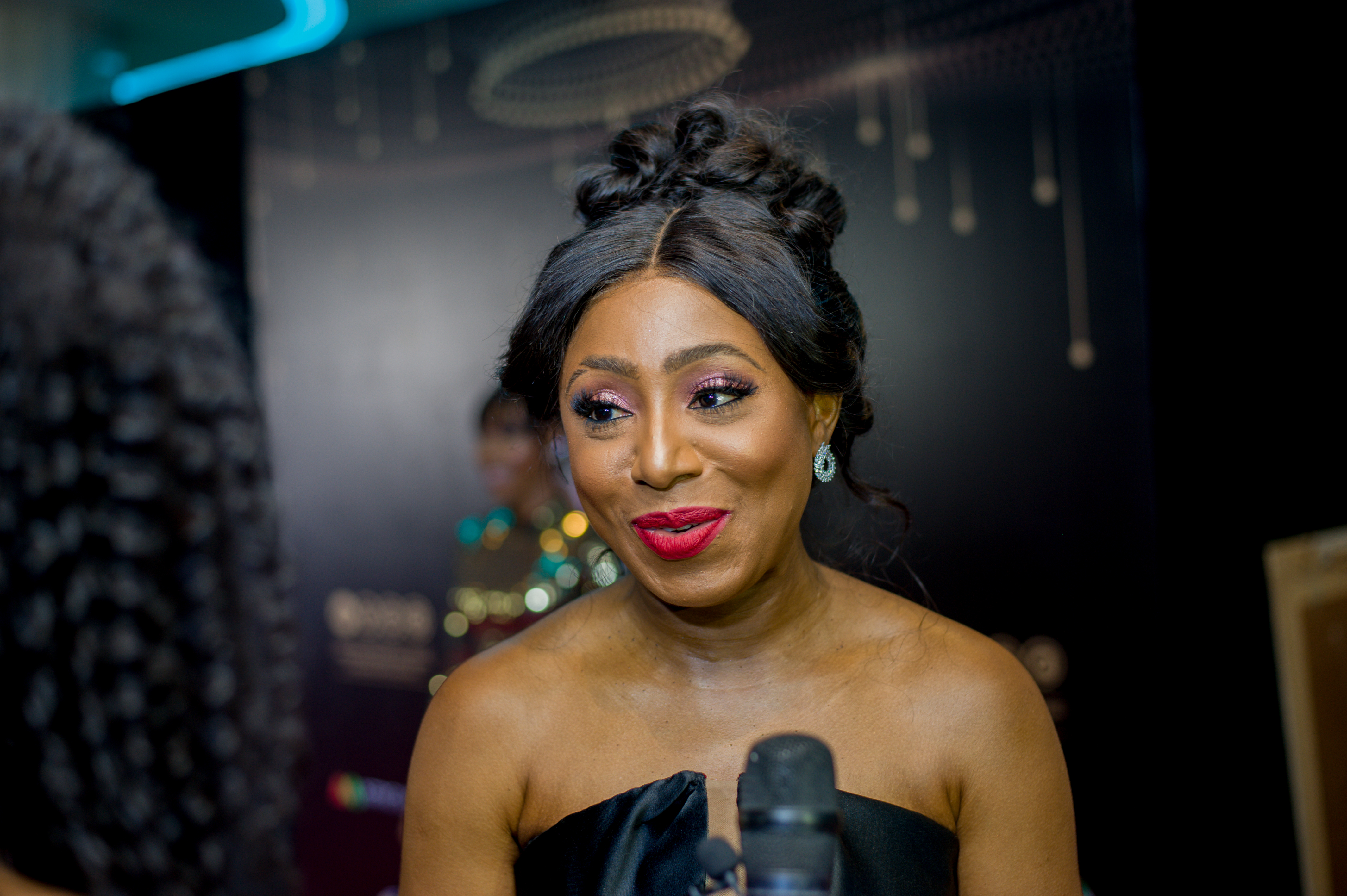
Dakore Egbuson-Akande en 2020.

Les nombreux films tournés ont fait d’elle une actrice populaire. Elle a reçu plusieurs fois des distinctions notamment en 2018, un Africa Movie Academy Award comme Meilleure actrice dans un rôle principal,.
Elle est le visage de plusieurs marques comme l'Amstel Malta, une sorte de bière transformée en boisson gazeuse, commercialisée notamment dans les Caraïbes et en Afrique de l'Ouest. Mais elle a été aussi la première actrice nigériane à être retenue comme ambassadrice d'Amnesty International et d'Oxfam America dans la campagne pour le contrôle des armes et des munitions. Elle s'est également associée aux Nations unies dans la campagne pour l'éducation des petites filles et contre la violence faite aux femmes. Elle croit à l’intérêt pour les artistes de mettre leur notoriété aux services de cause qui font évoluer la société.

## Filmographie
Elle a joué dans une centaine de films, dont :
- Silent Tears (2000)
- Emotional Cry (2003)
- Caught in the Middle (2007)
- Journey to Self (2013)
- Lunch Time Heroes (2015)
- Fifty (2015)
- Isoken (2017)
- Chief Daddy (2018)
- New Money (2018)
- The Set Up (2019)
- Coming From Insanity (2019)